# Svarttjärnen (Ekshärads socken, Värmland, 666276-136554)
Svarttjärnen är en sjö i Hagfors kommun i Värmland och ingår i Göta älvs huvudavrinningsområde. Sjöns area är 0,022 kvadratkilometer och den befinner sig 352,8 meter över havet.